# Un cervell de mil milions de dòlars
Un cervell de mil milions de dòlars (títol original en anglès: Billion Dollar Brain) és una pel·lícula britànica dirigida per Ken Russell, estrenada el 1967.
Es tracta del darrer d'una sèrie de tres films d'espionatge dirigits els anys 1960 on Michael Caine encarna l'espia Harry Palmer, personatge creat per Len Deighton: L'expedient Ipcress (1965), Funeral a Berlín (1966) i Un cervell de mil milions de dòlars (1967). Ha estat doblada al català.

## Argument
Un antic espia britànic es troba barrejat en un complot que apunta a fer caure el comunisme amb l'ajuda d'un superordinador.

## Repartiment
- Michael Caine: Harry Palmer
- Karl Malden: Leo Newbigen
- Ed Begley: el general Midwinter
- Oskar Homolka: el coronel Stok
- Françoise Dorléac: Anya
- Guy Doleman: el coronel Ross
- Vladek Sheybal: El Doctor Eiwort
- Milo Sperber: Basil
- Janos Kurutz: un gàngster letó
- Alexei Jawdokimov: un gàngster letó
- Donald Sutherland: científic en l'ordinador
- Gregg Palmer: Primer home de negocis holandès

## Al voltant de la pel·lícula
Es tracta de l'últim paper en el cinema de Françoise Dorléac, que havia de morir tràgicament en un accident de cotxe abans de l'estrena de la pel·lícula.